# Конгрегація інститутів богопосвяченого життя і товариств апостольського життя
Конгрега́ція у спра́вах Інститу́тів Богопосвя́ченого життя́ і Товари́ств Апо́стольського життя́ (лат. Congregatio pro Institutis vitae consecrate et Societatibus vitae apostolicae) — одна за 9 конгрегацій Римської курії, до компетенції якої належить заснування чернецьких і секулярних інститутів, громадського апостольського життя, їх ліквадація, об'єднання й створення їх федерацій. Також її компетенції підлягають монахи-відлюдники й терциарії.
У складі Конгрегації є рада зі зв'язків між чернецькими конгрегаціями й міжнародними спілками генеральних настоятелів і генеральних настоятельок.
Очолює конгрегацію кардинал-префект Жуан Брас де Авіс, секретар — архієпископ Хосе Родрігес Карбальйо.

## Історія
1586 року Папа Римський Сікст V створив Священну Конгрегацію для консультування ченців (лат. Congregatio super Consultationibus Regularium). 1600 року Папа Римський Климент VIII об'єднав її з Конгрегацією для консультування єпископів, що її створив Григорій XIII, утворивши Конгрегацію в справах єпископів і монахів. Сучасну назву і юридичний статус Конгрегації визначив Папа Іван Павло II конституцією Pastor Bonus від 28 червня 1988 року.

## Кардинали-префекти в XX столітті
- Джироламо Марія Готті, кармеліт (1899—1902);
- Хосе Каласанс Вівес Туто, капуцин (1908—1913);
- Оттавіо Каджано де Ацеведо (1913—1915);
- Доменіко Серафіні, бенедиктинець (1916);
- Діомеде Фальконіо, францисканець (1916—1917);
- Джуліо Тонті (1917—1918);
- Раффаеле Скапінеллі ді Легуіньо (1918—1920);
- Теодоро Вальфре ді Бонцо (1920—1922);
- Камілло Лауренті (1922—1928);
- Алексіс Лепісьє, сервіт (1928—1935);
- Вінченцо Ла Пума (1935—1943);
- Луїджі Лавітрано (1945—1950);
- Клементе Мікара (1950—1953);
- Валеріо Валері (1953—1963);
- Ільдебрандо Антоніутті (1963—1973);
- Артуро Табера Араос, кларетинець (1973—1975);
- Едуардо Піроніо (в.о. префекта 1975—1976, префект 1976—1984);
- Жан Жером Амер, домініканець (в.о. префекта 1984—1985, префект 1985—1992);
- Едуардо Мартінес Сомало (1992—2004);
- Франц Роде, лазарист (2004—2011);
- Жуан Брас де Авіс (2011-).